# Luciocephalus
Luciocephalus is een geslacht van straalvinnige vissen uit de familie van de echte goerami's (Osphronemidae).

## Soorten
- Luciocephalus pulcher (Gray, 1830)
- Luciocephalus aura (Tan & Ng, 2005)